# Adriana Samuel
Adriana Samuel Ramos (Resende, 12 aprile 1966) è un'ex pallavolista e giocatrice di beach volley brasiliana, vincitrice della medaglia d'argento nel torneo inaugurale di beach volley femminile alle Olimpiadi estive del 1996, in coppia con Mônica Rodrigues.

## Biografia
Adriana Samuel si appassiona al pallavolo all'età di nove anni, quando inserisce lo sport tra nella routine degli impegni scuolastici. Debutta con l'Escola do Círculo Militar da Praia Vermelha, nella partita vinta contro il Botafogo, quando Samuel attira l'attenzione dell'allenatore Marco Aurélio che la chiama nella categoria giovanili di Rio, dove entra a far parte all'età di 13 anni.
Ispirata dalla pallavolo degli anni '80 dei suoi idoli Renan Dal Zotto, Bernard Rajzman, Isabel Salgado, segue dal vicino sia le partite della squadra nazionale maschile che quella femminile. A 17 anni è già nella squadra degli adulti insieme a Salgado e altre stelle della pallavolo femminile brasiliana.
Il fratello di Adriana, Alexandre "Tande" Samuel, è anche lui un giocatore di pallavolo, vincitore della medaglia d'oro alle Olimpiadi estive del 1992 a Barcellona.

## Carriera
Samuel ha iniziato la sua carriera con la pallavolo indoor, entrando anche a far parte della squadra nazionale femminile di pallavolo del Brasile. Ha gareggiato al Campionato mondiale under 20 1984, alla Coppa del Mondo 1985 e al Campionato mondiale 1986. Nel 1992 è passata al beach volley, in coppia con Mônica Rodrigues.
Ha rappresentato il suo paese natale alle Olimpiadi estive del 2000 a Sydney, in Australia, dove ha vinto la medaglia di bronzo insieme a Sandra Pires (che aveva sconfitto Samuel ad Atlanta nel 1996).

## Altro
Dopo il ritiro, Adriana Samuel si dedica all'imprenditoria, occupandosi della gestione della carriera degli atleti, dallo sviluppo dei progetti, alle sponsorizzazioni e alla gestione dell'immagine degli sportivi. Nel 2004, fonda la Scuola di pallavolo "Adriana Samuel", progetto sociale per la promozione, attraverso i valori dello sport, dell'inclusione sociale di bambini e ragazzi svantaggiati.

## Palmarès

### Internazionale
- Giochi Olimpici:
  - Medaglia d'argento: 1996
  - Medaglia di bronzo: 2000
- Goodwill Games:
  - Medaglia d'argento: 1994